# タピエテ語
タピエテ語（タピエテご、Tapieté、Tapiete）またはニヤンデーバ語（ニヤンデーバご）、ニャンデバ語（ニャンデバご、Ñandeva、Nhandeva）とは、トゥピ語族の言語の一つである。パラグアイ、アルゼンチン、ボリビアの3ヶ国に話者が存在する。このうちアルゼンチンのタピエテ語は González (2005:6) によると若い世代への継承が行われていないと考えられており、Lewis et al. (2015b) も「話者は60歳以上」としている。後述するように、研究者によってはパラグアイのグアラニー語に近い分類としている場合も見られる。

## 名称
この言語ならびにその話者を指す名称は数種類存在する。Dietrich (1986:201) では「タピエテ」とはチリグアノ族（Chiriguano）やチャネ族の言葉で〈最高に野蛮な奴ら〉の意味であり、別の呼び名である「ニャナイグア」（Ñanaigua）や「ヤナイグア」（Yanaigua）、「ニャナグア」（Ñanagua）は〈（チャコの）野原の人々〉であるとしている。こうした呼び名は本来は蔑称に由来するものであったかもしれないものの、アルゼンチンのタルタガルの話者は特に否定的なニュアンスを読み取ることなく「タピエテ」を自称として用いている。
一方パラグアイの話者は自称として「ニャンデバ」（Nhandeva）を用いている。ニャンデバ（Nhandeva、Ñandeva）という名称はパラグアイのチャコ（Chaco）ではタピエテ（語）を指す一方、アルゼンチンやブラジルではチリパ（語）（Chiripá）のことを指す。
また紛らわしいことに、「タピエテ（語）」という名称は非トゥピ系言語であるアシュルースライ語（Atlutlay）の別名の1つでもあり、トゥピ族からの呼び名に由来するものとされている。

## 分類
タピエテ語の分類をめぐっては様々な資料においてトゥピ系言語であるとされている点ではほぼ一致が見られるが、その下位分類のされ方は多種多様である。
まず Rodrigues (1984/85) は形態論的・音韻論的な根拠からタピエテ語をトゥピ・グアラニー語族下の7組の言語群のうちの最初の組に、古グアラニー語（Guarani Antigo）、ムブヤ語（Mbya）、シェテ語（Xeté (Serra dos Dourados)）、ニヤンデーバ語（Ñandéva; 別名: チリパ語 (Txiripá)）、カイワ語（別名: カヨバ語 (Kayová)）、パニ語 (en)  (Pãi)）、パラグアイグアラニー語（Guarani Paraguaio）、グアヤキ語（Guayaki）、チリグアノ語（Chiriguano; 別名: Ava）、イソセーニョ語（Izoceño; 別名: チャネ語 (Chané)）といった言語と共に並列的に分類した。
次いで Kaufman (1994) はタピエテ語をチリグアノ語の方言とする以下のような分類を唱えた。
I. トゥピ・グアラニ語族（Tupí-Guaraní family）
- A. グアラニ語群（Guaraní group）
  - 1. グアラニ語（域）（Guaraní language (area)）
    - カイングワ方言（Kaingwá）
      - カイワ（Kaiwá、別名: カヨバ (Kayová)）
      - パニ（Pãi、別名: パニィ (Pany)）
      - タビテラン (en) （Tavüterán）

    - ボリビア　グアラニ方言（Bolivian Guaraní）
    - パラグアイ　グアラニ方言（Paraguayan Guaraní）
      - ジョパラ（英語版）（Jopará）

    - チリパ・ニャンデバ方言（Chiripá-Nyandeva）
      - チリパ（Chiripá）
      - ニャンデバ（Nyandéva）

    - チリグアノ方言複合体/新生言語 (?)（Chiriguano）
      - タピエテ（Tapieté (= ニャナイグア Nyanaigua)）
      - チリグアノ・チャネ・イソセーニョ（Chiriguano-Chané-Isosenyo (= タピイ Tapyi)）

    - ムビア　グアラニ方言（英語版）（Mbü’a）

  - 2. シェタ語（英語版）（Shetá）
  - 3. グアヤキ語（Guajakí）

Dietrich (1986) も音声学、文法的特徴、共通語彙の研究に基づき、タピエテ語をチャネ語と共にチリグアノ語の方言「チリグアノ・アバ」（Chiriguano-Ava）の更に下位に位置する方言として扱っているが、チリグアノ語は「中央トゥピ・グアラニー」（西: Tupí-guaraní central）、パラグアイグアラニー語は「はっきりしたグアラニー型の南部諸語」（西: Lenguas meridionales de tipo guaraní marcado）という別々の括りに分けている。
Lewis et al. (2015b) は、タピエテ語は言語学的に「東部ボリビアグアラニー語」とパラグアイグアラニー語との中間にあるとしており、分類は Tupian、Tupí-Guaraní、Guaraní、Guaraní としている。

## 研究史
学術的にタピエテ語が取り扱われた例としては、まず1930年におけるエンリケ・パラベシーノ（Enrique Palavecino）による非常に短い論文中の身体部位や動植物を表す語彙のリストが挙げられる。
アルゼンチンのタピエテ語については Tovar が1950年代に録音した50語が知られていたのみであったため、ヴォルフ・ディートリッヒ（Wolf Dietrich）が研究を行おうと試みたものの、当時のタピエテ族はクリオーリョは嘘を教えるとして外部に対する不信感を募らせており、協力を拒まれた（Dietrich 1986:31）。
タピエテ語に関するまとまった形の英語の文法記述はエベ・アリシア・ゴンサレス（Hebe Alicia González）による2005年の博士論文として作成され、これは執筆者の故国アルゼンチンで Lucía Golluscio 博士が主導しフォルクスワーゲン財団の後援を受けたプロジェクト「アルゼンチンの危機言語、危機民族」（英: Endangered Languages, Endangered Peoples in Argentina）の一環として行われた調査に基づいている。

## 音論

### 分節音素
González (2005:43) によるとタピエテ語には15種類の子音と、口母音と鼻母音がそれぞれ6つずつで計12種類の母音が存在する。以下はその一覧であり、IPAの右側に括弧つきで示されているものはゴンサレスによる試験的な表記である。
|            |              | 両唇音 | 歯茎音 | 硬口蓋音 | 軟口蓋音 | 唇軟口蓋音 | 声門音 |
| ---------- | ------------ | ------ | ------ | -------- | -------- | ---------- | ------ |
| 閉鎖音     | 無声         | p      | t      |          | k        | kʷ (kw)    | ʔ (‘)  |
| 閉鎖音     | 前鼻音化有声 | mb     | nd     |          | ŋɡ       |            |        |
| 無声摩擦音 | 無声摩擦音   |        | s      | ʃ (sh)   |          |            | h      |
| 破擦音     | 無声         |        |        | tʃ (ch)  |          |            |        |
| 破擦音     | 有声         |        |        | dʒ (y)   |          |            |        |
| はじき音   | はじき音     |        | ɾ (r)  |          |          |            |        |
| 接近音     | 接近音       |        |        |          |          | w          |        |

|    | 前舌      | 中舌      | 後舌      |
| -- | --------- | --------- | --------- |
| 高 | i / ĩ (ï) | ɨ / ɨ̃ (ɨ̈) | u / ũ (ü) |
| 低 | e / ẽ (ë) | a / ã (ä) | o / õ (ö) |

口母音と鼻母音の対立は、後述する鼻音調和にも関わってくる。

### 超分節音素

#### 強勢
González (2005:36, 70) によると語の強勢は基本的には最後から2番目の音節に置かれる。しかしこれはどの様な場合でも常に最後から2番目になるということを意味しない。たとえば karu 〈彼/彼女は食べる〉の場合は /ˈka.ɾu/ [ˈka.ɾu] となるが、これに近過去時制を表す接尾辞 -ma がついた場合でも karu の範囲のみに注目すると強勢の移動は見られない。しかし、全体で見ると /ˈka.ɾu.ma/ [ˈka.ɾu.ma] となり、結果的に最後から3番目の音節に強勢が見られるということとなる。これと同様の現象は名詞に対して指小辞 -mi が付加された場合にも見られる。

### 音節構造
González (2005:71) によるとタピエテ語の音節は基本的に「母音のみ」、「子音+母音」、「子音+母音+母音」、つまり全て開音節である。

### 鼻音調和
グアラニー諸語に共通しタピエテ語にも見られる特徴として鼻音調和（英: nasal harmony）が挙げられる。これは語全体のみに留まらず接辞にも及ぶもので、鼻音調和の際に発生する子音の変化は以下の通りである
- mb → m
- nd → n
- ŋɡ → ŋ
- ʒ → ɲ
- p → mb
- t → nd
- k → ŋɡ
- s → nd

例:
- a-pota : ä-hä'ä

グロス: 1sg.ac-望む : 1sg.ac-味わう
訳: 「私は望む」 「私は味わう」
- yɨ-awati : ñɨ-mbo'ɨ

グロス: 3.poss-穀物 : 3.poss-首飾り
訳: 「彼/彼女の穀物」 「彼/彼女の首飾り」

## 文法

### 形態論
Dryer (2013a) は González (2005:passim) からタピエテ語の屈折変化において接頭辞がつく傾向と接尾辞がつく傾向は同程度であると読み取っている。

#### 人称標識
Jensen (1998) はいわゆるトゥピ・グアラニー語に共通して見られる人称標識を4種類に大別したが、区別される人称の内訳は基本的に一人称単数、二人称単数、三人称、一人称複数包含、一人称複数除外、二人称複数の計6種類である。4種類の内の1つは状態的な（英: inactive）動詞と所有構文の両方に用いられるものであり、ゴンサレスは「ジェンセンの Set 2」と呼んでいる。その一覧は以下の通りで、接続する語の種類によって細く分類されている。比較のため、パラグアイグアラニー語において同様の機能を有する接辞も一番右側に加えることとする。
|            |            |            | タピエテ語（González 2005:147） | タピエテ語（González 2005:147） | タピエテ語（González 2005:147） | タピエテ語（González 2005:147） | パラグアイグアラニー語 （Gregores & Suárez 1967:131） |
| クラス     | クラス     | クラス     | 1                               | 1                               | 1                               | 2                               | パラグアイグアラニー語 （Gregores & Suárez 1967:131） |
| サブクラス | サブクラス | サブクラス | a                               | b                               | c                               | 2                               | パラグアイグアラニー語 （Gregores & Suárez 1967:131） |
| ---------- | ---------- | ---------- | ------------------------------- | ------------------------------- | ------------------------------- | ------------------------------- | ----------------------------------------------------- |
| 一人称     | 単数       | 単数       | sh(V)-                          | shV-                            | shV-                            | shV-r                           | še-                                                   |
| 一人称     | 複数       | 包含       | ñand(V)-                        | ñandV-                          | ñandV-                          | ñandV-r                         | yane-                                                 |
| 一人称     | 複数       | 除外       | ɨr(ɨ)-動詞-ha                   | ɨrɨ-動詞-ha                     | ɨrɨ-動詞-ha                     | ɨrɨ-r-動詞-ha                   | ore-                                                  |
| 二人称     | 単数       | 単数       | nd(V)-                          | ndV-                            | ndV-                            | NdV-r                           | ne-                                                   |
| 二人称     | 複数       | 複数       | pV-                             | pV-                             | pV-                             | PV-r                            | pene-                                                 |
| 三人称     | 三人称     | 三人称     | y(V)-                           | hɨ-                             | ø-                              | h-                              | i-                                                    |

一方、他動詞や非状態的な（英: active）自動詞の主語を表す人称標識は「ジェンセンの Set 2」とは異なるものを用いる。ゴンサレスが「ジェンセンの Set 1」と呼ぶその体系は以下の通りで、参考のためにパラグアイグアラニー語の対応する人称接辞も右側に示す。
|        |        |        | タピエテ語（González 2005:143） | タピエテ語（González 2005:143） | タピエテ語（González 2005:143） | パラグアイグアラニー語 （Gregores & Suárez 1967:131） |
| 1a     | 1b     | 1c     |                                 |                                 |                                 | パラグアイグアラニー語 （Gregores & Suárez 1967:131） |
| ------ | ------ | ------ | ------------------------------- | ------------------------------- | ------------------------------- | ----------------------------------------------------- |
| 一人称 | 単数   | 単数   | a-                              | a-                              | a-                              | a-                                                    |
| 一人称 | 複数   | 包含   | ya-                             | ya-                             | ya-                             | ya-                                                   |
| 一人称 | 複数   | 除外   | o-動詞-ha                       | ø-動詞-ha                       | WV-動詞-ha                      | ro-                                                   |
| 二人称 | 単数   | 単数   | ndV-                            | ndV-                            | ndV-                            | re-                                                   |
| 二人称 | 複数   | 複数   | pV-                             | pV-                             | pV-                             | pe-                                                   |
| 三人称 | 三人称 | 三人称 | o-                              | ø-                              | wV-                             | o-                                                    |

「ジェンセンの Set 1」の一人称除外形について、ゴンサレスは三人称の標識と除外の接尾辞 -ha の組み合わせであると分析している。
- 例: (ore) o-á-ha-po

グロス: 1pl.excl 3.ac-倒れる-excl-fut
訳: 「（聞き手を含めない）私たちは倒れることになる」
人称標識の具体的な使用例については#所有、#動詞の人称標識も参照されたい。

#### 名詞

##### 所有
所有表現には人称標識のうち先述の「ジェンセンの Set 2」が関わり、このうち三人称の y- は鼻音語根の前では ñ- として現れる。
例:
- sh-anka

グロス: 1sg.poss-頭
訳: 「私の頭」
- ñ-anka

グロス: 3.poss-頭
訳: 「彼/彼女の頭」

##### 数
名詞が複数であることは接尾辞 -reta もしくはその短縮の -re によって表示される。
例:
- sh-apisha-mi-reta[21]

グロス: 1sg.poss-仲間-dim-pl
訳: 「私の小さな仲間たち」
- kunumi-re[23]

グロス: 少年-pl
訳: 「男の子たち」

#### 代名詞
独立代名詞は以下の通りである。
|        |        | 単数                     | 複数                     |
| ------ | ------ | ------------------------ | ------------------------ |
| 一人称 | 包含   | she                      | ñande                    |
| 一人称 | 除外   | she                      | ore                      |
| 二人称 | 二人称 | nde                      | pe                       |
| 三人称 | 三人称 | ha’e（主語） shu（斜格） | ha’e（主語） shu（斜格） |

#### 動詞

##### 動詞の人称標識
状態的な自動詞の主語や他動詞の被動者は先述の「ジェンセンの Set 2」を用いることにより示され、このうち三人称の y- は鼻音語根の前では ñ- として現れる。
状態的な自動詞主語を示す例:
- 1a:
  - sh-akɨ 「私はしゃきっとしていない」
  - y-akɨ 「彼/彼女はしゃきっとしていない」
  - ñ-a’engu 「彼/彼女は口がきけない」
- 1b:
  - shɨ-pekɨ 「私は成熟している」
  - hɨ-pekɨ 「彼/彼女は成熟している」
- 1c:
  - shɨ-pohɨ 「私は重い」
  - pohɨ 「彼/彼女は重い」
- 2:
  - shɨ-r-esatɨ 「私は涙もろい」
  - hesati 「彼/彼女は涙もろい」
  - ɨrɨ-resati-ha 「（聞き手を含めない）私たちは涙もろい」

他動詞の被動者を示す例:
- nde shɨ-mɨ-ngɨye

グロス: 2sg 1sg.in-caus-恐れる
訳: 「お前は私を怖がらせた」
一方、他動詞や非状態的な（英: active）自動詞の主語を表すには先述の「ジェンセンの Set 1」を用いる。
例:
- 1a:
  - a-a 「私は倒れた」
  - o-a 「彼/彼女は倒れた」
- 1b:
  - a-mano 「私は死ぬ」
  - mano 「彼/彼女は死ぬ」
- 1c:
  - a-ru 「私は持ってくる」
  - we-ru 「彼/彼女は持ってくる」
  - wɨ-riye’o 「彼/彼女は引っ張る」

##### 時制・相
時制や相は接尾辞によって表される。

###### 時制
時制の接尾辞には未来（英: future）の -pota ~ -po、遠未来（英: distant future）の -kwi、近過去（英: recent past）の -ye ~ -e、過去（英: past）の -kwe が存在する。無標の動詞は文脈により現在か過去のいずれかと判断される。

###### 相
相の接尾辞には結果（resultative）の -ma、反復（英: frequentative）の -yɨ、習慣（英: habitual）の -pi の3種類が存在する。

##### 法
法に属する要素には接頭辞と接尾辞の両方が見られる。まず接頭辞としては命令（英: imperative）の e- と勧奨（英: hortative）の t(ɨ)-があり、一方接尾辞としては許可（英: permission）の -iño、願望（英: desire）の -se や -sha、そして軽微な義務（英: weak obligation）の -räniが見られる。なお命令法に関しては karu 〈食べる〉など三人称が無標の動詞の場合は e- は用いられない。

##### 否定
動詞の否定は接尾辞 -ä により表される。この接尾辞は時制・相の接尾辞の前に現れ、またの名詞や副詞を否定することも可能である。

### 統語論

#### 名詞句
González (2005:120) によると、タピエテ語の名詞句は「（指示詞）（数量詞）（所有者）（修飾の役割を果たす名詞）名詞（関係詞節）」の順である。
- 数量詞の例:

owa pɨ́nsa-re
グロス: 六つ つま先-pl
訳: 「6つのつま先」
- 修飾の役割を果たす名詞の例:

karai kunumi
グロス: 白 男/人 少年
訳: 「若い白人男性」
- 関係詞節の例:

hau ye’i waka ro’o a-mb-aku-wa
1.食べる 先ほど 肉 1sg-caus-熱い-nml
訳: 「私は熱した肉を食べた」

#### 節

##### 語順
González (2005:206) によれば、語用論的に中立な語順とされるのは「（副詞/動詞句/副詞節）（動作主/主語）（目的語）動詞（助動詞）（斜格）」であるが、他の語順も確認されている。Dryer (2013c) は同じ典拠を参照してタピエテ語をSOV型であると処理しているが、ゴンサレスも他のページで基本的な語順は SOV であると断言している。
例:
- ha'e-re kosira hou.

グロス: 3-pl 茶 3.飲む
訳: 「彼らは茶を飲んでいる」

## 表記
タピエテ語にはまだ正式なアルファベット表記法は存在しない。